# Bernt Heineman
Bernt Heineman, auch Bernardus Heineman (* in Lübeck; † 13. November 1532 ebenda) war Ratssekretär der Hansestadt Lübeck.

## Leben
Bernt Heineman war Sohn des Lübecker Goldschmieds gleichen Namens, der von 1502 bis 1514 auch Münzmeister der Stadt war. Er immatrikulierte sich um Ostern 1499 zum Studium an der Universität Rostock und schloss sein Studium als Lizentiat beider Rechte ab. Am 10. April 1510 wurde er Ratssekretär in Lübeck und am selben Tag im Ratsstuhl zwischen die weiteren Ratssekretäre Hartwich Brekewoldt, Henning Osthusen und Johannes Rode gesetzt. Ab 1517 war er für die Führung des Lübecker Oberstadtbuches (Grundbuch) zuständig. Zunächst als stellvertretender Protonotar und seit dem 13. August 1519 bis zum Anfang September 1532 als Protonotar der Stadt.